# Скрипко Ігор Сергійович
І́гор Сергі́йович Скрипко́ (рос. Игорь Сергеевич Скрипко, нар. 30 травня 1991; Сизрань, Самарська область, РРФСР, СРСР) — російський актор театру і кіно, артист театру «Біля Нікітських воріт». Популярність в Україні здобув завдяки українському серіалу «Останній москаль», в якому він зіграв головну роль (Валерія Петрука).

## Біографія
Народися в Росії, в місті Сизрань в небагатій родині. Батько був начальником зварювальної лабораторії на нафтопереробному заводі, а мама  — бухгалтером.
Ще з найменших років Ігор знав, що буде артистом. В дитинстві в нього була пристрасть до виступу перед людьми, бажання, щоб на нього дивилися і аплодували. «Я одягав різні костюми, завжди брав участь у самодіяльності в школі, займався в студії естрадного співу.»,  — розповідав в інтерв'ю Ігор Скрипко.
У 2013 році закінчив Російський університет театрального мистецтва (ГІТІС). Факультет: акторський, майстерня О. Бородіна (майстерня А. В. Бородіна).
Згодом працює в Російському академічному молодіжному театрі (РАМТ). Пізніше стає актором театру «Біля Нікітських воріт». Але великої слави ці роботи йому не приносять.
В 2015 році Скрипко пройшов проби на головну роль серіалу «Останній москаль» в Москві. Дочекався, коли надішлють сценарій. Прочитав і він йому відразу сподобався. Потім актор приїхав до України і почалися зйомки. Серіал отримав успіх серед української аудиторії, і актор здобув свою першу велику популярність.

## Ролі в театрі
Актор грав у «Театрі біля Нікітських воріт»:
- «Софія Петрівна», реж. А.Кац — Коля
- «Історія коня», реж. М.Розовського — Милий, він же Офіцер
- «Гамбрінус», реж. М.Розовського — Костя з Лузановки
- «Бідна Ліза», реж. М.Розовського — Ераст
- «Дорога Олена Сергіївна», реж. О.Агеева — Віт
- «Кандид або Оптимізм», реж. М.Розовського — Кандид
- «Ємеля», реж. С.Зельцер, Я.Зельцер — Ємеля
- «Анна Кареніна. Lecture», реж. М.Розовського — Вронський

## Фільмографія
- «Останній москаль 2. Судний день» (серіал, 2015)[5] Валерій Петрук
- «Під каблуком» (серіал, 2014)
- «Затримай дихання» (2014) короткометражний
- «Останній москаль» (серіал, 2014) Валерій Петрук
- «Папа в законі» (міні-серіал, 2013) Кирило
- «Пенелопа» (серіал, 2013) Олексій
- «Господиня великого міста» (міні-серіал, 2013) Студент